# 田蓬镇
田蓬镇，是中华人民共和国云南省文山壮族苗族自治州富宁县下辖的一个乡镇级行政单位。

## 行政区划
田蓬镇下辖以下地区：
田蓬村、龙哈村、下寨村、木卓村、金竹坪村、大坪子村、下坪寨村、龙修村、碗厂村、中厂村、庙坝村、木坝村、那连村、八咙村、安良村、田房村、戈桃村、者斌村、上农村和那年村。